# Jean-René Claudel
Pour les articles homonymes, voir Claudel.
Jean René Claudel est un spéléologue et préhistorien français, né le 10 avril 1898 à Docelles (Vosges) et mort le 28 septembre 1979 à Épinal (Vosges). Il est surtout connu pour son activité associative à la tête du Groupe spéléo-préhistorique vosgien et des Chasseurs d'images spéléologiques.

## Biographie
Jean Joseph René Claudel est né le 10 avril 1898 à Docelles (Vosges) et est mort le 28 septembre 1979 à Épinal (Vosges). Expert-comptable judiciaire, il s'intéresse à la photographie, la biospéologie et l'archéologie préhistorique.
Passionné de photographie, il a été nommé « Membre d'excellence pour services rendus à la photographie » par la  Fédération internationale de l'art photographique.

### Spéléologie
Jean René Claudel fonda, avec Roger Armbruster (1908-1996), père spirituel de la préhistoire vosgienne, et Charles Durand (1922-2011), le Groupe spéléo-préhistorique vosgien à Épinal le 25 février 1950. Le 9 juin 1957 il fonda également à Épinal le club des Chasseurs d'images spéléologiques qu'il présida jusqu'en 1963.
En 1950, il est agréé par le Muséum comme bagueur officiel de chauves-souris. En 1954, il découvre un coléoptère cavernicole présumé inconnu de la famille des Leiodidae, que le biospéologue Henri Coiffait (1907-1989) décrit et nomme Catops claudeli en l'honneur de son découvreur.

### Préhistoire
Parrainé par Roger Armbruster et Gaudron, il devient membre de la Société préhistorique française en 1949, en tant qu'archéologue amateur dans le département des Vosges. Il trouva notamment des outils en quartzite à Xamontarupt.

## Publications
- Claudel, J.-R. (1938) - « Un Sabbat au Moutier des Fées, coutumes et vieille légende de La Bresse en Vosges », Bulletin de la Société philomatique vosgienne 63e année, Saint-Dié-des-Vosges, p. 139-166 [Arch. dép. Vosges, Br 3188].
- Claudel, J.-R. (1952) - « Essai sur les monuments mégalithiques vosgiens ou ce qu'il en reste », Le P'tit Minou no 6, G.S.P.V., Épinal, p. 7-8
- Claudel, J.-R. (1953) - « Essai sur les monuments mégalithiques vosgiens », Le P'tit Minou no 10, G.S.P.V., Épinal, p. 1-6
- Claudel, J.-R. (1954) - « Essai sur les monuments mégalithiques vosgiens », Le P'tit Minou no 11, G.S.P.V., Épinal, p. 2-8
- Claudel, J.-R. (1954) - « Essai sur les monuments mégalithiques vosgiens (suite) », Le P'tit Minou no 13, G.S.P.V., Épinal, 4 p.
- Claudel, J.-R. (1954) - « Fouilles du tumulus de Castel Sarrazin (Damas-aux-Bois), en 1938 », Le P'tit Minou no 13, G.S.P.V., Épinal, 1 p.
- Claudel, J.-R. (1955) - « Essai sur les monuments mégalithiques vosgiens », Le P'tit Minou no 16, G.S.P.V., Épinal, 2 p.
- Claudel, J.-R. (1955) - « La Pierre kerlinkin », Le P'tit Minou no 17, G.S.P.V., Épinal, 7 p.
- Claudel, J.-R. (1956) - « Fouilles du Haut-du-Bois », Le P'tit Minou no 22, G.S.P.V., Épinal, p. 19
- Claudel, J.-R. (1958) - « Fouille du tumulus du Haut-Bois, à Cheniménil », Le P'tit Minou no 29-30, G.S.P.V., Épinal, 3 p.
- Claudel, J.-R. (1961) - « Présentation des Chasseurs d'images spéléologiques », Spelunca 4e série no 4-1961, C.N.S.-S.S.F., Paris, p. 41-42
- Claudel, J.-R. (1965) - « Activités 1965 des Chasseurs d'images spéléologiques », Spelunca 4e série no 4-1965, F.F.S., Paris, p. 67
- Claudel, J.-R. (1978) - « Biface discoïde de fabrication moustérienne trouvé à 800 mètres d'altitude, au-dessus de Rupt-sur-Moselle », Bulletin de l'Académie et Société lorraine des sciences tome 17 no 2, Académie et Société lorraines des sciences, Nancy, p. 75-77

## Distinctions
- Médaille d'honneur de bronze de l'Éducation physique
- Chevalier de l'ordre du Mérite sportif‎ au titre d'animateur d'association spéléologique